# Liste der Monuments historiques in Sauville (Vosges)
Die Liste der Monuments historiques in Sauville führt die Monuments historiques in der französischen Gemeinde Sauville auf.

## Liste der Objekte
| Bezeichnung                                 | Beschreibung                           | Standort                       | Kennzeichnung | Schutzstatus | Datum | Bild |
| ------------------------------------------- | -------------------------------------- | ------------------------------ | ------------- | ------------ | ----- | ---- |
| Skulptur Heilige Margareta von Antiochien   | Kalkstein, 18. Jahrhundert             | in der Kirche St-Brice (Lage)  | PM88001782    | Inscrit      | 2007  |      |
| Skulptur Heiliger Brictius                  | Kalkstein, 18. Jahrhundert             | in der Kirche St-Brice (Lage)  | PM88001783    | Inscrit      | 2007  |      |
| Skulptur eines gewandeter Mannes mit Kessel | Holz, farbig gefasst                   | in der Kirche St-Brice (Lage)  | PM88001780    | Inscrit      | 2005  |      |
| Skulptur eines gewandeter Mannes            | Holz, farbig gefasst, 18. Jahrhundert  | in der Kirche St-Brice (Lage)  | PM88001779    | Inscrit      | 2005  |      |
| Skulptur einer Heiligen                     | Kalkstein, 16. Jahrhundert             | in der Kirche St-Brice (Lage)  | PM88001781    | Inscrit      | 2007  |      |
| Pietà                                       | Stein, farbig gefasst, 17. Jahrhundert | in der Friedhofskapelle (Lage) | PM88001778    | Inscrit      | 2005  |      |